# Perfil de Sérsic
El perfil de Sérsic (o model de Sérsic o la llei de Sérsic) és una funció matemàtica que descriu com la intensitat
{\displaystyle I} d'una galàxia varia amb la distància {\displaystyle R} des del seu centre. És una generalització de la llei de Vaucouleurs de José Luis Sérsic que va publicar per primera vegada la seva llei el 1963.

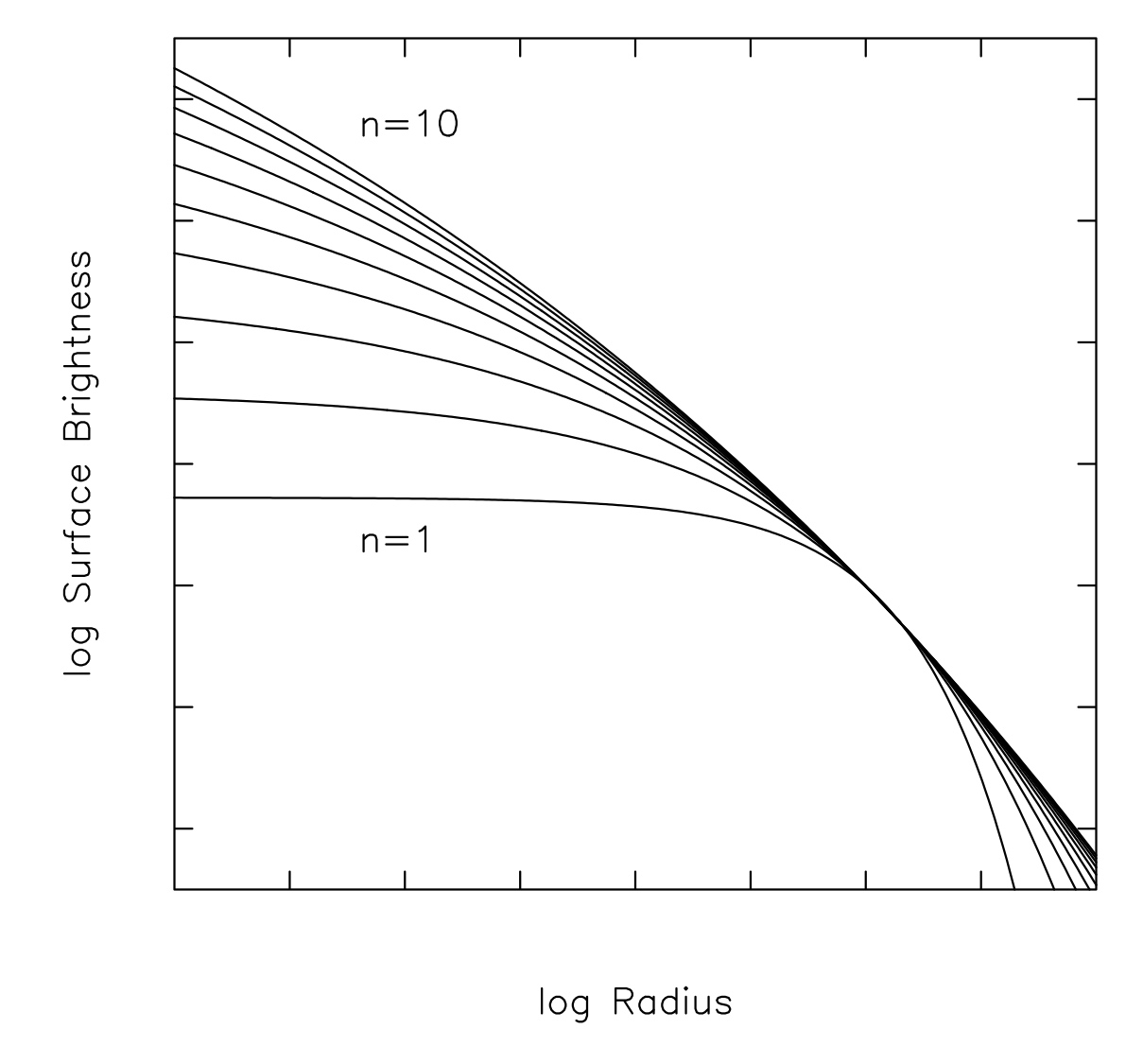
Models de Sérsic amb diferents índexs.

## Definició
El perfil de Sérsic té la forma
{\displaystyle \ln \ I(R)=\ln \ I_{0}-kR^{1/n},}
on {\displaystyle I_{0}} és la intensitat en {\displaystyle R=0}.
El paràmetre {\displaystyle n}, anomenat l'"índex de Sérsic," controla el grau de curvatura del perfil (vegeu la figura). Com més baix sigui el valor de {\displaystyle n}, menys és el perfil concentrat al centre
i el menys profund (més pronunciada) és el pendent logarítmic en petits (grans) radis:
{\displaystyle {\frac {\mathrm {d} \ln I}{\mathrm {d} \ln R}}=-(k/n)\ R^{1/n}.}

## Aplicacions

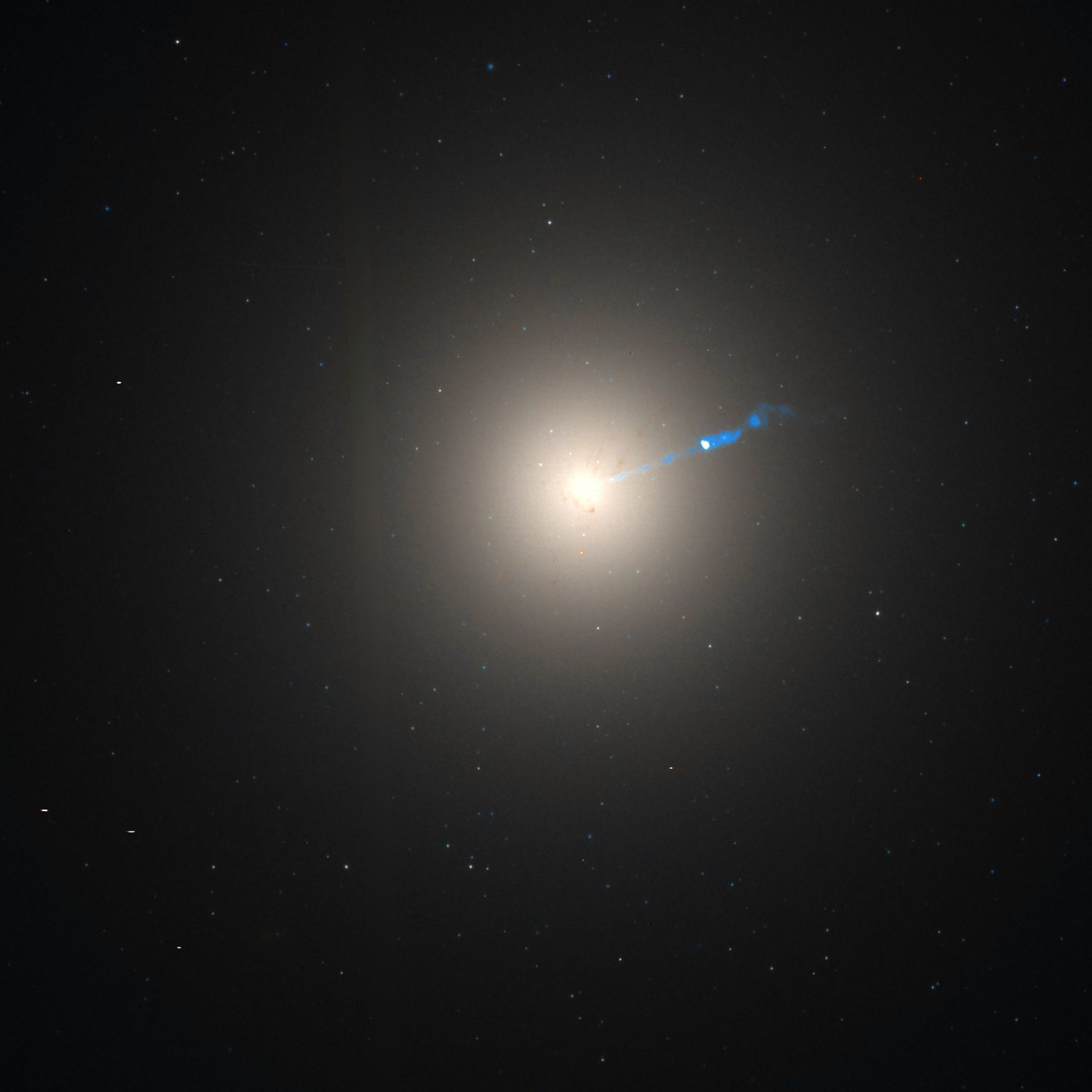
Les galàxies el·líptiques massives tenen alts índexs de Sérsic i un alt grau de concentració central. Aquesta galàxia, Messier 87, té n ≈ 4.

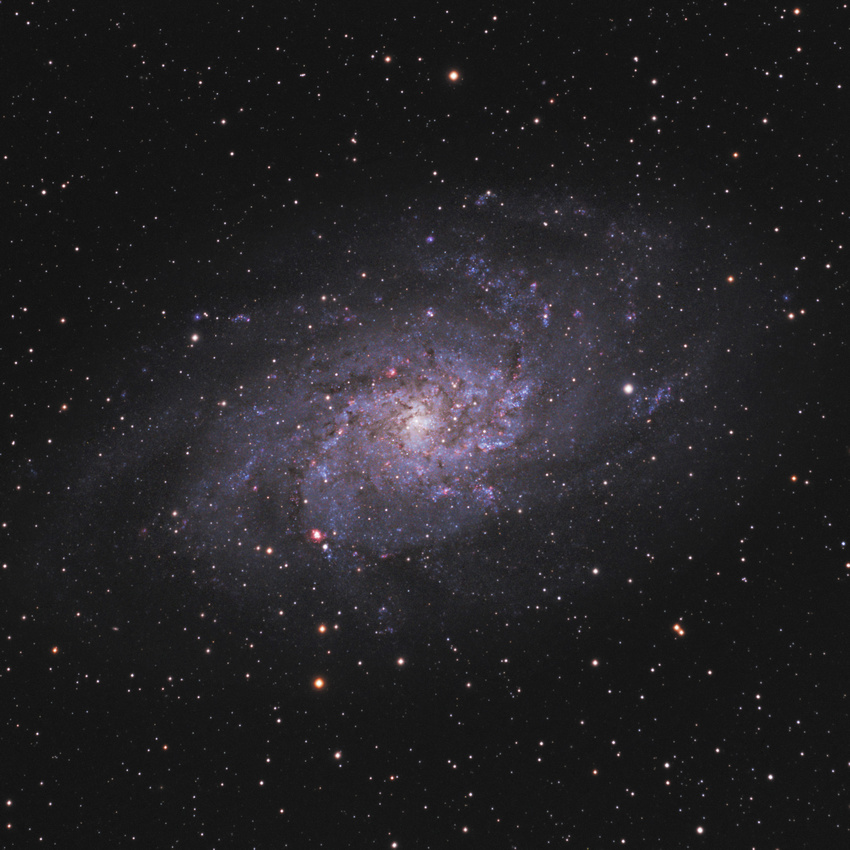
Els discos de galàxies galàxies espirals, com la Galàxia del Triangle, tenen índexs de Sérsic baixos i un baix grau de concentració central.

La majoria de les galàxies són aptes per perfils de Sérsic amb els índexs de l'interval de 1/2 < n < 10.
The best-fit value of n correlates with galaxy size and luminosity, such that bigger and brighter galaxies tend to be fit with larger n.

La configuració n = 4 dona el perfil de De Vaucouleurs:
{\displaystyle I(R)\propto e^{-kR^{1/4}}}
que és una bona descripció de les galàxies el·líptiques gegants.
La configuració  n  = 1 dona el perfil exponencial:
{\displaystyle I(R)\propto e^{-kR}}
que és una bona descripció dels discos de galàxies espirals i galàxies el·líptiques nanes. La correlació de l'índex de Sérsic (és a dir, la concentració galàctica) amb morfologia galàctica s'utilitza de vegades en esquemes automatitzades per determinar la seqüència de Hubble de galàxies distants. Els índexs de Sérsic també s'ha demostrat que es correlaciona amb la massa del forat negre supermassiu, al centre de les galàxies.

Els perfils de Sérsic proporcionen la millor descripció actual d'halos de matèria fosca, i l'índex de Sérsic correlaciona amb la massa d'halo.

## Generalitzacions del perfil de Sérsic
Les galàxies el·líptiques més brillants solen tenir nuclis de baixa densitat que no estan ben descrites per la llei de Sérsic. La família de models "nucli-Sérsic" va ser introduït per A. Graham et al. and Trujillo et al. i desenvolupat encara més per B. Terzić i A. Graham el 2005 per descriure aquestes galàxies. Els models del nucli-Sérsic tenen un conjunt addicional de paràmetres que descriuen el radi del nucli i la densitat de nucli.
Les galàxies el·líptiques nanes de vegades tenen nuclis puntuals que tampoc estan ben descrits per la llei de Sérsic. Aquestes galàxies solen encaixar en un model Sérsic amb un component central afegit que representa el nucli.

El perfil d'Einasto és matemàticament idèntic al perfil de Sérsic, llevat que {\displaystyle I} se substitueix per {\displaystyle \rho }, la densitat d'espai, i {\displaystyle R} se substitueix per {\displaystyle r}, la veritable distància (no projectada) des del centre.